# Ramon-Llull-Universität
Die Ramon-Llull-Universität (Kurzform: URL) (Katalanisch Universitat Ramon Llull) ist eine Privatuniversität in Barcelona.

## Geschichte
Sie wurde am 1. März 1990 gegründet und genehmigt durch das Parlament von Katalonien am 10. Mai 1991.
Die Hochschule ist benannt nach Ramon Llull (1232–1316), auch bekannt als Raimundus Lullus, einem mallorquinischen Philosophen, Logiker, Grammatiker und franziskanischen Theologen aus dem Hochmittelalter.
Derzeit bietet die Universität Ramon Llull 46 Studiengänge in den Bereichen Architektur, Betriebswirtschaft, Lehre und Bildung, soziale Arbeit, Tourismus, Gesundheitswissenschaften, Design, Ingenieurwissenschaften, Recht, Geisteswissenschaften und Chemie an.
Im Jahr 2020 waren an der URL 20.501 Studentinnen und Studenten eingeschrieben, davon waren 52,2 % weiblich und 20,7 % waren internationale Studentinnen und Studenten. In der Lehre waren 1.410 Personen tätig, davon 40,1 % Frauen.

## Fakultäten und Institute

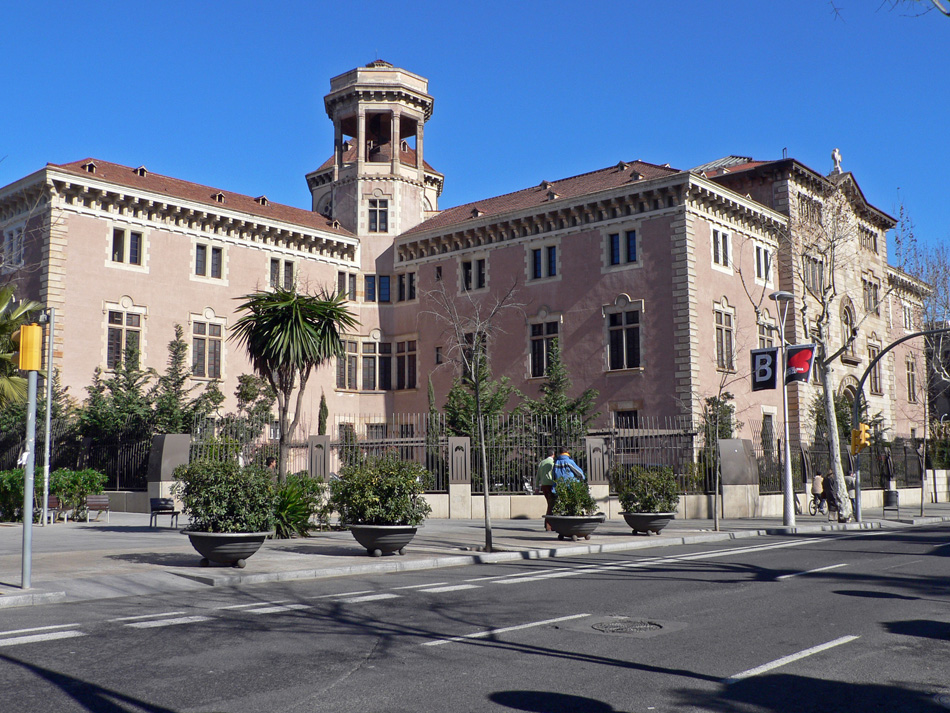
Philosophische Fakultät

Die heutigen Fakultäten bestehen teilweise wesentlich länger als die Universität
- ESADE
  - ESADE Business School
  - ESADE Law School
- Philosophische Fakultät
- La-Salle-Fakultät für Ingenieurwissenschaften und Architektur
  - La-Salle-Schule für Telekommunikationstechnik
  - La Salle Technische Hochschule für Architektur
- Chemisches Institut von Sarrià (Naturwissenschaftlich-Technische Fakultät)
  - IQS Ingenieursschule
  - IQS Managementschule
- Blanquerna-Stiftung
  - Blanquerna-Fakultät für Psychologie, Erziehungswissenschaften und Sport
  - Blanquerna-Fakultät für Kommunikationswissenschaften
  - Blanquerna-Fakultät für Gesundheitswissenschaften
- Institut der Geistesgesundheit
- Hochschule für Gestaltung
- Borja-Institut für Bioethik
- Pere-Tarrés-Schule für Soziale Arbeit und Soziale Erziehung
- Sant Ignasi Turismo (Hotelfachschule)
- Ebro-Observatorium